# Vinařice (Jirkov)
Vinařice (německy Weingarten) jsou část města Jirkov v okrese Chomutov. Nachází se na severozápadě Jirkova.

## Název
Název vesnice je odvozen ze slova vinařci, tj. malí vinaři. V historických pramenech se jméno vyskytuje ve tvarech: in Winarz (1417 a 1449), in Winarziczich (1473), Winarzicze (1542), Winicze (1549), Winarzycze (1561) nebo Weingarten (1623).

## Historie
První písemná zmínka o Vinařicích pochází z roku 1417 a nachází se v zemských deskách, ve kterých je vesnice uvedena jako součást panství hradu Borek. K němu patřily až do roku 1579, kdy je August z Gersdorfu prodal Linhartovi ze Štampachu, který je připojil ke svému ahníkovskému panství a spravoval je ze statku v Boleboři. Linhartův syn Jan Jindřich, který Vinařice zdědil, se zúčastnil stavovského povstání v letech 1618–1620, za což byl odsouzen ke ztrátě celého majetku. Bolebořský statek i s Vinařicemi poté koupil Jaroslav Bořita z Martinic a od něj jeho zeť Florián Žďárský ze Žďáru.
Po třicetileté válce ve vsi podle berní ruly žilo jedenáct chalupníků, kteří měli celkem čtrnáct potahů a chovali sedmnáct krav, osm jalovic, šest ovcí, pět prasat a deset koz.

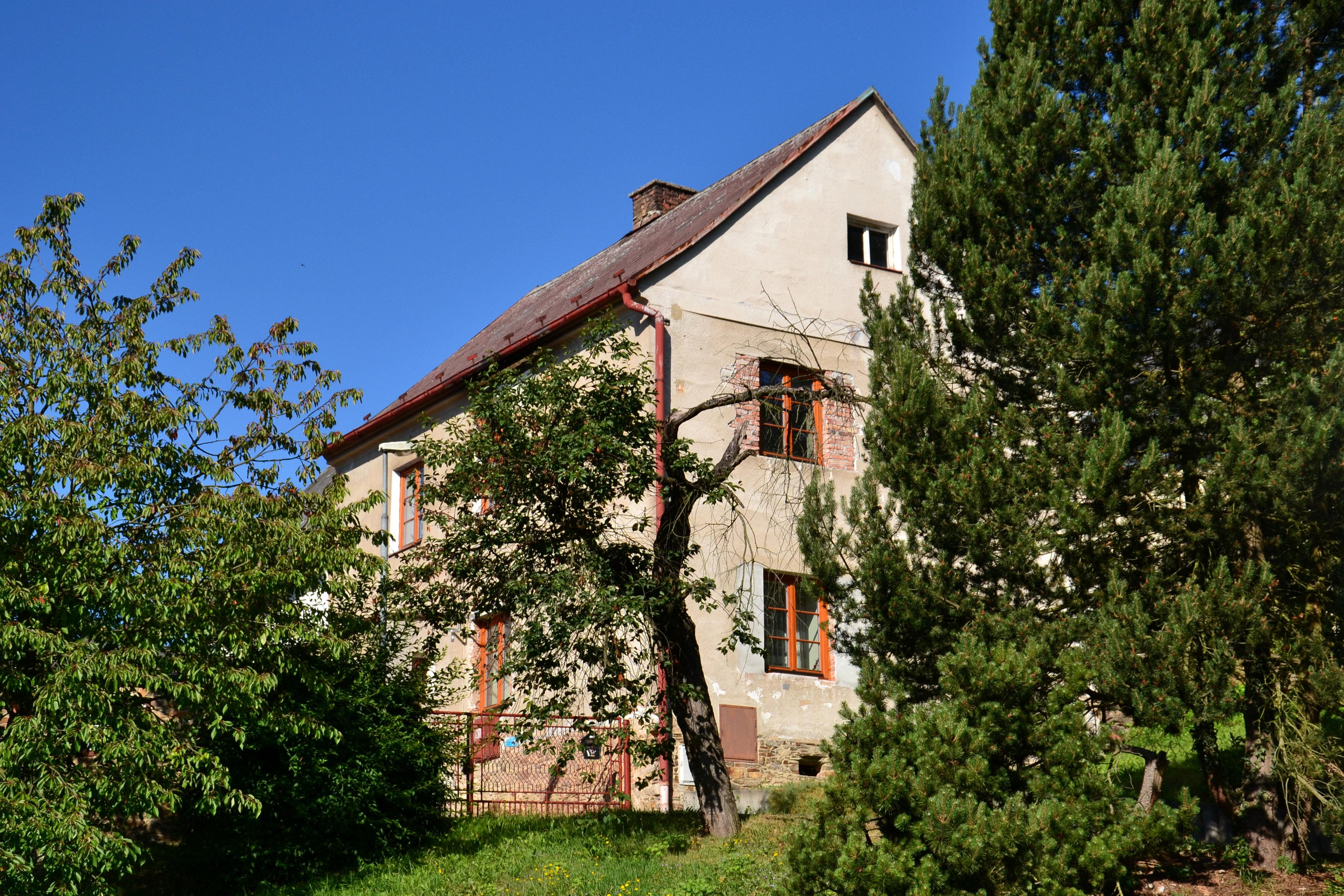
Dům čp. 4

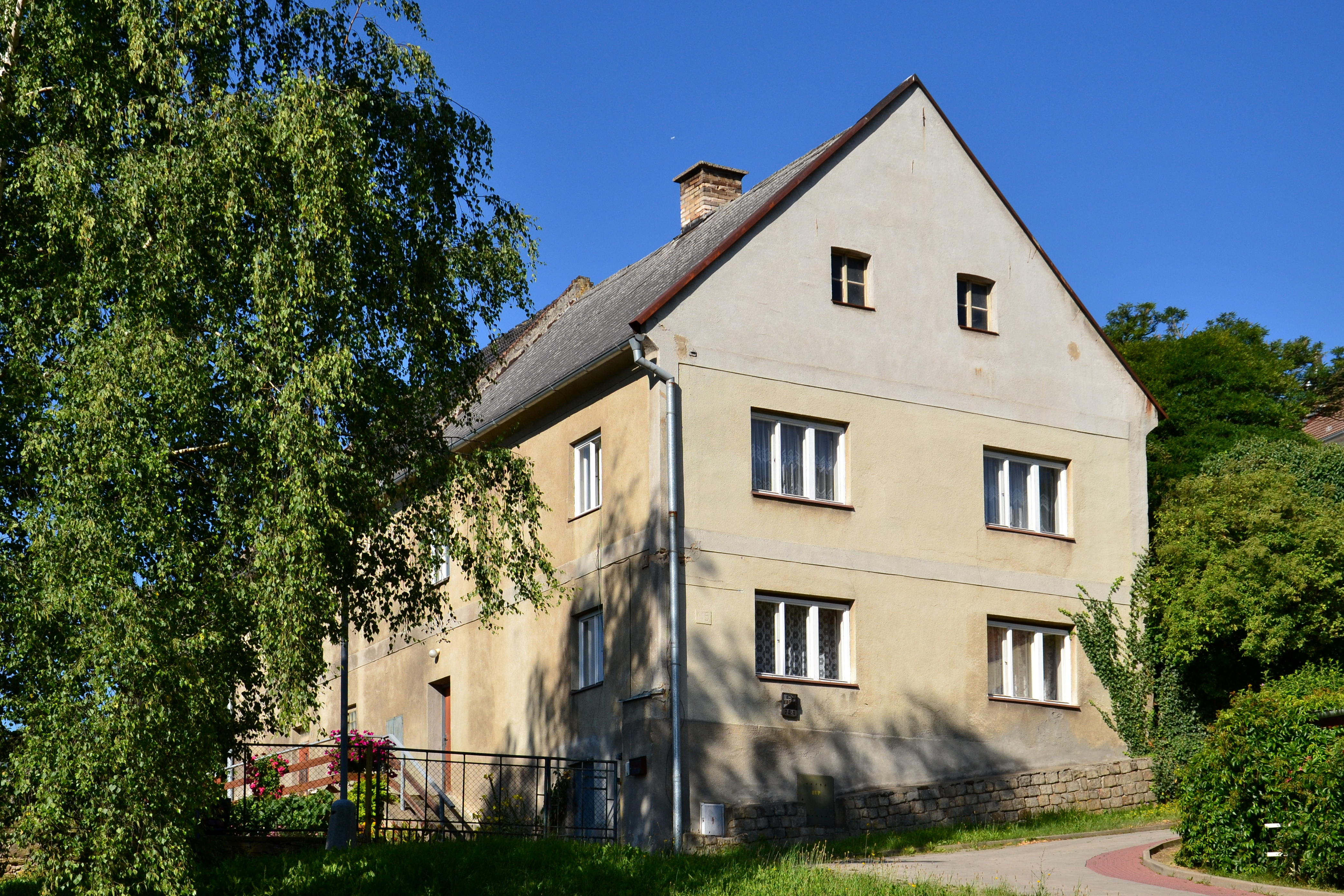
Dům čp. 5

Vlhké počasí v letech 1769–1771 způsobilo velkou neúrodu a nedostatek potravin, který ještě zhoršila nějaká nakažlivá nemoc, na niž ve vsi zemřelo sedm lidí. Podle díla Jaroslava Shallera z roku 1787 ve Vinařicích žilo 93 lidí v dvanácti chalupnických a pěti domkářských usedlostech. Obyvatelé museli ročně odpracovat 1 598 dní roboty na březenském dvoře. Podle tereziánského katastru ve vsi působilo šest tkalců.
Roku 1813 do života Vinařic zasáhly napoleonské války. Mezi vsí a Jirkovem se utábořilo ruské vojsko, jehož oddíly vyžadovaly zásobování potravinami. V průběhu devatenáctého století se ve vesnici rozšířilo ovocnářství a úspěšně se zde pěstoval i chmel. Na polích a v sadech mezi stromy se pěstovalo žito, ječmen a oves, dále brambory, jetel a v malém množství luštěniny. V okolí bývaly také lomy, ve kterých se těžila rula používaná jako štěrk nebo jako stavební materiál. Od roku 1882 vedla z Jirkova na Vinařický vrch vycházková cesta a na kopci stávala rozhledna.
Zemědělství, zejména pěstování třešní, bývalo ve Vinařicích výnosné ještě na začátku padesátých let dvacátého století. V roce 1965 západně od vsi vznikla úpravna vody z jirkovské přehrady a roku 1974 byla zahájena výstavba sídliště Vinařická. V jejím důsledku byla zástavba v jižní polovině vsi zbořena.

## Přírodní poměry
Vinařice stojí na jižní hranici katastrálního území Jindřišská s rozlohou 3,83 km², na severozápadním okraji Jirkova v nadmořské výšce okolo 370 metrů. Oblast se nachází na úpatí Krušných hor, konkrétně v jejich okrsku Bolebořská vrchovina, ale sídlištěm pod vesnicí vede hranice hor s Mosteckou pánví. Na rulovém podloží se v okolí vyvinul půdní typ kambizem kyselá, který byl na jižním okraji vsi nahrazen antropozemí urbánní.
V Quittovově klasifikaci podnebí se Vinařice nachází v mírně teplé oblasti MT11, pro kterou jsou typické průměrné teploty −2 až −3 °C v lednu a 16–17 °C v červenci. Roční úhrn srážek dosahuje 600–750 milimetrů, počet letních dnů je 40–50, počet mrazových dnů se pohybuje mezi 110 a 130 a sněhová pokrývka zde leží průměrně 50–60 dnů v roce.

## Obyvatelstvo
Při sčítání lidu v roce 1921 zde žilo 98 obyvatel (z toho 49 mužů) německé národnosti a římskokatolického vyznání. Podle sčítání lidu z roku 1930 měla vesnice 79 obyvatel se stejným národnostním a náboženským složením.
|                                                                      | 1869 | 1880 | 1890 | 1900 | 1910 | 1921 | 1930 | 1950 | 1961 | 1970 | 1980 | 1991 | 2001 | 2011 | 2021 |
| -------------------------------------------------------------------- | ---- | ---- | ---- | ---- | ---- | ---- | ---- | ---- | ---- | ---- | ---- | ---- | ---- | ---- | ---- |
| Obyvatelé                                                            | 138  | 116  | 106  | 88   | 97   | 98   | 79   | 45   | 57   | 76   | 48   | 21   | 16   | 22   | 30   |
| Domy                                                                 | 18   | 18   | 18   | 20   | 18   | 19   | 19   | 17   | —    | 14   | 11   | 6    | 8    | 10   | 11   |
| Počet domů z roku 1961 je zahrnut v celkovém počtu domů obce Jirkov. |      |      |      |      |      |      |      |      |      |      |      |      |      |      |      |

## Obecní správa
Vinařice se nikdy nestaly obcí. Po zrušení patrimoniální správy byly připojeny jako osada k Jindřišské a od roku 1869 bývaly součástí Jirkova.

## Pamětihodnosti

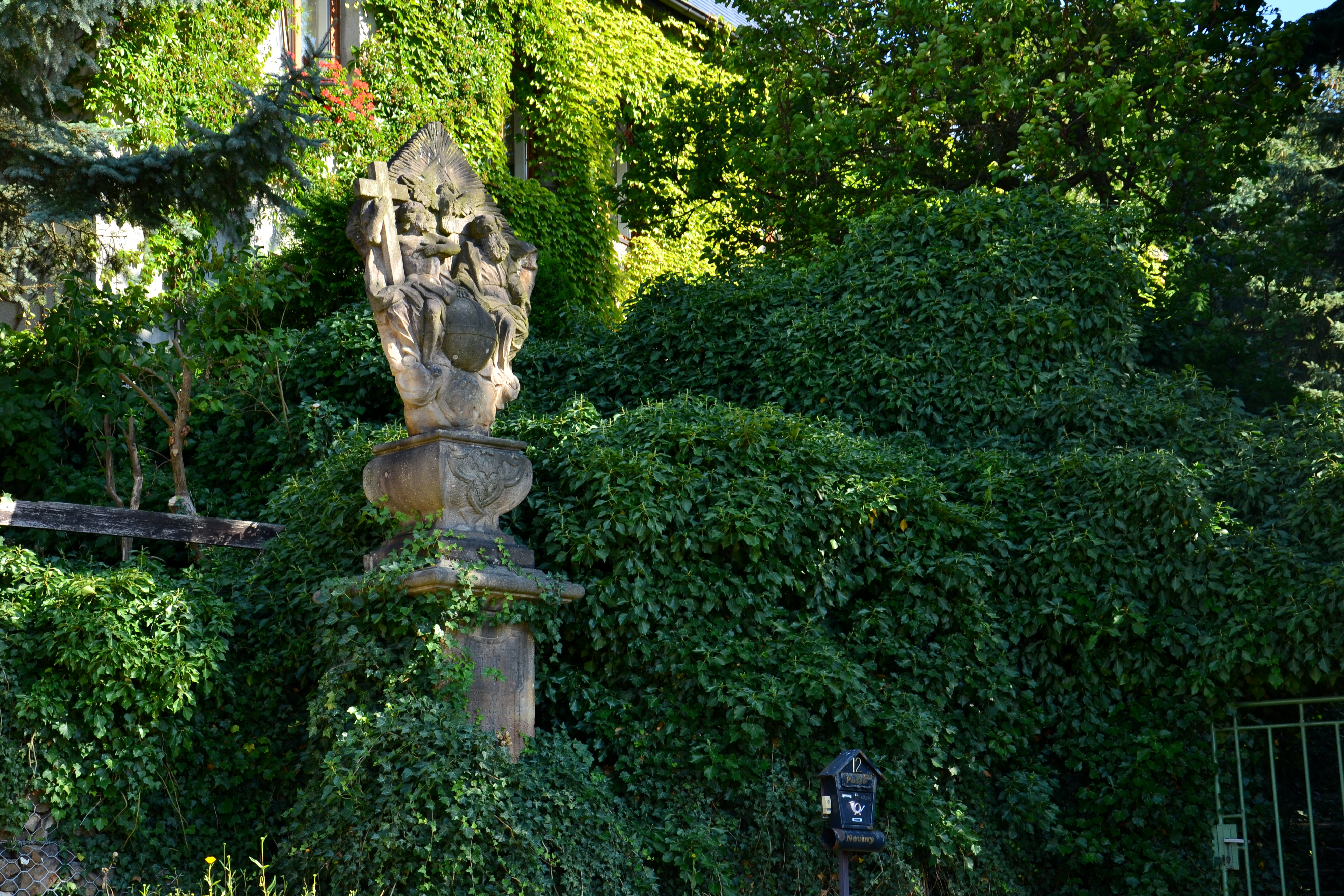
Sloup Nejsvětější Trojice

Dominantou svažité návsi je obdélná barokní kaple Panny Marie s polygonálním závěrem. Postavena byla v letech 1767–1773. Dlouhé trvání stavby způsobil nedostatek peněz v důsledku několikaleté neúrody. Interiér kaple má plochý strop a osvětlují ho kasulová okna. Ze střechy se zvedá malá sanktusová věžička. Oltář pochází ze druhé poloviny osmnáctého století. Dochovaná podoba je výsledkem rekonstrukce, po které byla kaple 28. září 1996 znovu vysvěcena. Na horním okraji návsi stojí barokní pískovcový sloup Nejsvětější Trojice z roku 1746.
Kromě kaple a sloupu jsou památkově chráněné domy čp. 4 a 5. Přízemí prvního z nich pochází z osmnáctého století a v konstrukci prvního patra se uplatňovalo hrázděné zdivo. Dochovaná podoba je výsledkem razantní přestavby ze sedmdesátých let dvacátého století. Ještě starší je dům čp. 5, jehož jádro ze šestnáctého století překryly přestavby z devatenáctého a sedmdesátých let dvacátého století. Býval součástí větší usedlosti, ale původní hospodářské budovy zanikly a nahradily je novostavby.

## Osobnosti
Ve Vinařicích strávil poslední léta života bývalý cirkusový ředitel Karel Kludský (1891–1967). Většinu roku prý bydlel na zahradě v maringotce, a do rodinného domku u kaple se stěhoval jen v zimě. Maringotku z roku 1926 koupilo v roce 2019 město Jirkov.